# Мицацители
Мицацители (груз. მიწაწითელი) — село в Грузии, на территории Цхалтубского муниципалитета края (мхаре) Имеретия.

## География
Село находится в западной части Грузии, на левом берегу реки Губисцкали, на расстоянии приблизительно 8 километров (по прямой) к юго-юго-западу от города Цхалтубо, административного центра муниципалитета. Абсолютная высота — 77 метров над уровнем моря.

## Население
По результатам официальной переписи населения 2014 года, в Мицацители проживало 338 человек (169 мужчин и 169 женщин). В национальной структуре населения грузины составляли 100 %.
| Год  | Население, человек |
| ---- | ------------------ |
| 2002 | 504                |
| 2014 | ↘ 338              |